# Brad Gushue
Bradley Raymond Gushue, detto Brad (Saint John's, 16 giugno 1980), è un giocatore di curling canadese.

## Biografia
Partecipò all'età di 25 anni ai XX Giochi olimpici invernali edizione disputata a Torino, (Italia) nel febbraio del 2006, riuscendo ad ottenere la medaglia d'oro nella squadra canadese con i connazionali Mark Nichols, Russ Howard, Jamie Korab e Mike Adam.
Nell'edizione la nazionale finlandese ottenne la medaglia d'argento, la statunitense quella di bronzo.